# Toshinori Sogabe
Œuvres principales
Amaenaide yo !! 
 Yankee JK Kuzuhana-chan
Toshinori Sogabe (宗我部 としのり, Sogabe Toshinori) né le 5 mai 1975 est un mangaka japonais principalement connu pour le manga T'abuses Ikko !!, adapté en série télévisée animée et distribué aux États-Unis sous le titre Ah My Buddha, et pour la série Go! Tenba Cheerleaders! publiée dans le magazine Young King Ours. Toshinori Sogabe est également illustrateur pour le manga Orange Delivery publié dans Monthly Comic Rush et écrit par Bohemian K.

## Œuvres
- 2004 : T'abuses Ikko !![1]
- 2004 : Orange Delivery
- 2007 : Go! Tenba Cheerleaders!
- 2010 : Deban desu yo? Kondō-san!
- 2011 : Kurogane Hime[2]
- 2012 : Haruka Suitact!
- 2016 : Mizutama Rindō[3]
- 2020 : Yankee JK Kuzuhana-chan